# Quilíadas
Las Quilíadas (Chilliades: Las mil), o, más correctamente, el Libro de Historias (Historiarum Variarum), es una obra del siglo XII escrita por Juan Tzetzes, un gramático bizantino.
Las Quilíadas se basan en una colección de Cartas (ed. T Pressel, 1851), que ha sido considerada un índice de una obra más extensa, a su vez descrita como un comentario versificado sobre las cartas. Estas cartas (107 en total) están dirigidas en parte a personajes ficticios, y en parte a las grandes personalidades de la época del autor. Contienen una considerable cantidad de detalles biográficos. La Ilíaca, un resumen y suplemento de la Ilíada, está dividida en tres partes (Ante-homerica, Homerica y Post-homerica) conteniendo el relato desde el nacimiento de Paris hasta el regreso de los griegos tras la caída de Troya, en 1676 hexámetros (ed. Karl Lehrs y F. Dübner, 1868, en la serie de Didot, con Hesíodo y otros).